# The Pentaverate
The Pentaverate ist eine Miniserie von Regisseur Tim Kirkby und Produzent Mike Myers, welche 2022 auf Netflix erschien.

## Handlung
Seit der Pest im Jahr 1347 arbeiten fünf Männer daran, das Weltgeschehen zum Wohle der Allgemeinheit zu beeinflussen, dessen Organisation Das Pentaverate heißt. Es ist eine Geheimorganisation, die im Verborgenen bleibt. Um seinen Job zu behalten, versucht der kanadische Journalist Ken Scarborough dem Pentaverate auf die Spur zu kommen.

## Figuren
| Figur                                                     | Darsteller         | Deutscher Sprecher |
| --------------------------------------------------------- | ------------------ | ------------------ |
| Bruce Baldwin, Lord Lordington, Shep Gordon, Mishu Ivanov | Mike Myers         | Thomas Wenke       |
| Anthony Lansdowne                                         | Mike Myers         | Kai Taschner       |
| Ken Scarborough                                           | Mike Myers         | Gudo Hoegel        |
| Rex Smith                                                 | Mike Myers         | Thomas Albus       |
| Jeremy Irons                                              | Jeremy Irons       | Frank Glaubrecht   |
| Reilly Clayton                                            | Lydia West         | Maren Rainer       |
| Exalted Pikeman Higgins                                   | Richard McCabe     | Thomas Rauscher    |
| Patty Davis                                               | Debi Mazar         | Claudia Lössl      |
| Prof. Hobart Clark                                        | Keegan-Michael Key | Alexander Brem     |
| Rob Lowe                                                  | Rob Lowe           | Frank Schaff       |
| Skip Cho                                                  | Ken Jeong          | Axel Malzacher     |
| Shrek                                                     | Mike Myers         | Sascha Hehn        |

## Entstehung
Im April 2019 wurde bekannt gegeben, dass Mike Myers eine Serie für Netflix erschaffen wird, in der er selbst mitspielen würde. Die Dreharbeiten begannen im Mai 2021 unter dem Arbeitstitel Can’t Wait und endeten im Juli 2021. Im Juni wurde der Titel The Pentaverate bekanntgegeben.

## Episoden
Alle Folgen dieser Miniserie wurden am 5. Mai 2022 auf Netflix ausgestrahlt.
| Nr. (ges.) | Nr. (St.) | Deutscher Titel | Originaltitel | Regie      | Drehbuch   |
| --- | --------- | --------------- | ------------- | ---------- | ---------- |
| 1 | 1         | Folge 1         | Episode 1     | Tim Kirby  | Mike Myers |
| Dr. Hobart Clark, ein Atomphysiker, wird entführt und als Mitglied des Pentaverates vorgestellt, einer exklusiven Geheimgesellschaft, die sich der Verbesserung der Menschheit verschrieben hat. Die Mitglieder – Lord Lordington (Mike Myers), Mishu Ivanov (Mike Myers), Bruce Baldwin (Mike Myers) und Shep Gordon (Mike Myers) – brauchen seine Hilfe, um den Klimawandel zu verhindern, und müssen auf den Meadows, einer Versammlung der mächtigsten Menschen der Welt, einen Plan vorlegen. Als er erfährt, dass sein Vorgänger, der Computeringenieur Jason Eccleston (Mike Myers), gestorben ist, bevor er die Arbeit abschließen konnte, sagt Clark nur widerwillig zu. In der Zwischenzeit wird Ken Scarborough (Mike Myers), ein kanadischer Nachrichtensprecher, in den Ruhestand gezwungen, bittet aber darum, seinen Job behalten zu dürfen, wenn er über eine bahnbrechende Geschichte berichten kann. Er wird von seiner Kollegin Reilly Clayton unterstützt. Sie besuchen einen Kongress für Verschwörungstheorien und treffen Anthony Lansdowne (Mike Myers), der sich bereit erklärt, ihnen bei der Aufdeckung des Pentaverates zu helfen. |           |                 |               |            |            |
| 2 | 2         | Folge 2         | Episode 2     | Tim Kirkby | Mike Myers |
| Clark entwickelt mit Hilfe von Ecclestons Supercomputer MENTOR erfolgreich einen Weltraum-Sonnenschirm, um die Erde vor der Erwärmung zu bewahren; er und Bruce Baldwin feiern, bevor die Assistentin der Geschäftsführung, Patty Davis, ihn verführt. Am nächsten Morgen stellt Patty fest, dass Clark tot ist. Der Maester von Dubrovnik kommt zu dem Schluss, dass er und Eccleston beide an Gift gestorben sind. Ken, Reilly und Anthony kommen in den Vereinigten Staaten an und treffen sich mit einem Barbesitzer, der sich bereit erklärt, ihnen den Schlüssel für den Zugang zum Pentaverate zu geben, wenn Ken ihn beim Billard besiegt. Um den Schlüssel zu erhalten, muss Ken sich in die Liechtensteiner Garde, die Sicherheitstruppe des Pentaverats, einschleusen. Der Maester von Dubrovnik trifft ein, um die mysteriösen Todesfälle zu untersuchen. |           |                 |               |            |            |
| 3 | 3         | Folge 3         | Episode 3     | Tim Kirkby | Mike Myers |
| Skip Cho, ein exzentrischer Milliardär, wird als Clarks Ersatz in das Pentaverat berufen. Der Maester von Dubrovnik vermutet, dass Eccleston und Clark durch Gift getötet wurden. Ken beginnt seine Ausbildung bei der Liechtensteinischen Garde und findet bald heraus, dass der Maester von Dubrovnik und seine Helfer ermordet wurden. Eine andere Sicherheitstruppe, die Red Robes, wird hinzugezogen. Da er einen Staatsstreich vermutet, schickt der Anführer der Liechtensteiner Garde, der Erhabene Pikeman Higgins, Ken auf eine Mission nach Dubrovnik, um das parce clavem zu holen, das Ersatzwahlgerät, mit dem sie das Pentaverat vor dem Zugriff des Bösen retten können. |           |                 |               |            |            |
| 4 | 4         | Folge 4         | Episode 4     | Tim Kirkby | Mike Myers |
| In Dubrovnik entgeht Ken dem Sasquatch des Pentaverates und holt das Parce Clavem aus dem Saester von Dubrovnik. Trotz Anthonys Warnungen berührt er es und es verschmilzt mit seiner DNA. Ken kehrt mit dem Schlüssel zum Pentaverate-Hauptquartier zurück, aber sie nehmen ihn an sich und beschuldigen ihn des Diebstahls und des Mordes an Clark und Eccleston. Sie enthüllen, dass Higgins wegen Verrats hingerichtet worden ist. Als Ken aufwacht, führt ihn ein mysteriöser Mann mit Schnurrbart aus seiner Zelle und in einen Hubschrauber. In dem Glauben, sie seien entkommen, versuchen sie, nach Toronto zu fliegen, doch sie werden per Fernsteuerung zu einem Flughafen gezwungen, wo Bruce und Skip in einem Jet auf sie warten. |           |                 |               |            |            |
| 5 | 5         | Folge 5         | Episode 5     | Tim Kirkby | Mike Myers |
| Bruce und Skip enthüllen, dass sie die Morde inszeniert haben und beabsichtigen, MENTOR auf den Meadows für Billionen von Dollar zu verkaufen, obwohl es in den falschen Händen eine Gefahr darstellt. Sie brauchen Ken, um die dritte Abstimmung durchführen zu können. Die Pentaverate bereiten sich darauf vor, über das sich selbst opfernde „Demetrious-Protokoll“ abzustimmen, um weitere Abstimmungen zu verhindern, können dies aber nicht tun, weil das „Da-Vinci-Schloss“ bereits nach Meadows geschickt wurde. Sie können nicht rechtzeitig zu den Meadows reisen, weil Bruce den Hyperloop verriegelt hat, aber Patty gelingt es, die Sperre manuell aufzuheben. Reilly offenbart Ken, dass sie Mitglied eines anderen Geheimbundes ist und den Auftrag hat, ihm bei der Rettung der Welt zu helfen. |           |                 |               |            |            |
| 6 | 6         | Folge 6         | Episode 6     | Tim Kirkby | Mike Myers |
| Auf der Wiese versteigern Bruce und Skip MENTOR. Ken trommelt die Liechtensteiner Garde zusammen und sie besiegen die Red Robes. Bruce nimmt Reilly als Geisel und befiehlt Ken, das Parce Clavem zu benutzen, um die Kontrolle über das Pentaverate zu übernehmen. Ken weigert sich, und Bruce versucht zu fliehen, aber Anthony kommt an und greift ihn durch das Loch im Boden an. Lordington, Mishu und Shep erkennen, dass das Pentaverat durch ihr eigenes Zutun in ruchlose Hände gefallen ist, und erlassen die Demetrius-Protokolle. Sie stimmen ab und setzen Zyanidtabletten aus, die sie in den Selbstmord treiben. Lordington offenbart, dass Kens freundliche und einfühlsame Seele MENTOR retten kann. Als Lordington stirbt, verschmilzt Kens Seele mit MENTOR. Ein Jahr später sind Patty, Reilly und KENTOR alle Teil des neuen Geheimbundes Septaverate, einer Organisation mit demselben Auftrag wie die Pentaverate, aber vielfältiger und repräsentativer für die Welt, der sie dienen. |           |                 |               |            |            |

## Musik
Der Soundtrack zur Serie wurde vom britischen Electronica-Duo Orbital komponiert und aufgenommen. Ein Teil ihrer 1996 veröffentlichten Single The Box wurde als Eröffnungsthema der Serie verwendet.